# 布拉斯·卡马乔
布拉斯·卡马乔·桑卡达（西班牙語：Blas Camacho Zancada，1939年12月24日—2021年1月27日），西班牙政治人物，曾任众议院议员。

## 生平
1939年生于西班牙雷阿尔城省托梅略索。毕业于德乌斯托大学法学专业和马德里康普顿斯大学政治学专业，曾在斯特拉斯堡大学进修国际法。佛朗哥时代后期加入推动民主自由运动的塔西佗小组。佛朗哥去世后，西班牙开始了民主转型。1976年，他加入皮奥·卡瓦尼利亚斯·加利亚斯等人成立的人民党，1977年并入民主中间联盟。1977年6月在大选中当选制宪议会议员。同年11月，当选民主中间联盟议会党团秘书长。1979年初在大选中连任众议院议员，参与起草了《卡斯蒂利亚-拉曼恰自治条例》草案。1979年5月，担任西班牙商务和旅游部负责内部市场事务的次长。1982年民主中间联盟解散后加入人民联盟，在1986年大选和1989年大选中当选众议院议员。
2021年1月27日因2019冠状病毒病在马德里逝世。